# 藤縄善朗
藤縄 善朗（ふじなわ よしろう、1952年（昭和27年）6月30日 - ）は、日本の政治家。元埼玉県鶴ヶ島市長（3期）。

## 来歴
埼玉県鶴ヶ島村（現鶴ヶ島市）生まれ。埼玉県立川越高等学校に入学するも、制服廃止運動や70年安保闘争に参加し、中退。大学入学資格検定試験を経て國學院大學 文学部に入学。在学中も一時学生運動に関与するが、後に折口信夫の民俗学と日本文学に傾倒する。
1978年、大学を卒業し、鶴ヶ島町役場に就職した。鶴ヶ島町役場及び鶴ヶ島市役所では長く教育委員会町史編纂室で地方史の研究、編纂に取り組んだ。同じ時期に、隣町の日高町(現日高市)町史編纂室の職員として後に衆議院議員となった塩川鉄也がいた。その後、議会事務局、政策推進室、区画整理課、老人福祉センター、埼玉西部環境保全組合等に勤務する。
2001年、鶴ヶ島市役所を退職し、鶴ヶ島市長選挙に無所属で出馬したが、自民・公明が推薦する現職の品川義雄鶴ヶ島市長に328票の僅差で惜敗した。落選後は、来るべき超高齢社会を見据えて、坂戸市や鶴ヶ島市で介護事業所(認知症高齢者グループホーム)を設立し、施設長として介護現場で業務に当たった。
2005年、再び鶴ヶ島市長選挙に出馬し、初当選を果たした。2009年の鶴ヶ島市長選では、民主党が擁立した対立候補にダブルスコアの大差をつけ、再選。2013年の市長選挙では無投票で三選。2017年の選挙でも他に出馬の動きがなく無投票四選と思われたが、4期は本意ではないとの理由で立候補しなかった。
市長在任中は、都市計画道路共栄一本松線の全線開通、都市計画事業である一本松区画整理事業の大幅な見直し、埼玉県農業大学校の移転と跡地開発、建築家の藤村龍至氏と進めた鶴ヶ島プロジェクト、超高齢社会の地域モデルとなる地域支え合い協議会の設立など、先進的な取り組みを行なった。疲弊した財政の再建、職員数の削減と歪な年齢構成の是正などの困難だが重要な改革を実現した。
2017年には、2020年に予定されていた東京オリンピックにおいて、鶴ヶ島市はミャンマーのホストタウンに登録された。これにより、在日ミャンマー人の間で鶴ヶ島市は広く知られるようになった。
2018年4月に城西短期大学の客員教授に就任し、日本文化やまちづくりなどの教科を教える。ゼミでは、学生とミャンマー子ども支援プロジェクトを展開し、2019年〜2020年には、サッカーボールとクラウドファンディング などで集めた支援金の寄付を行なった。2020年〜2021年には、学校建設とコロナ禍に伴う緊急食糧支援を行う計画とのことである。2021年に日本ミャンマー友好協会の会長に就任した。

## 人物
- 若い時は渓流釣り、俳句、俳画、テニスを趣味としたが、最近はゴルフに凝っている。
- 好きな歌手はSMAP（特に夜空ノムコウ）、サザンオールスターズ、THE ALFEE。
- 愛読書は万葉集、大江健三郎。
- 1980年代に知遇を得た知人に、作家の中上健次がいた。中上とは晩年まで、対談や座談会を行う等交流を続けた（『中上健次[未収録]対論集成』（作品社）所収）。1986年には中上のバックアップを受け伝説的なイベント「サムルノリ in 高麗」を開催した。30年後の2016年には、高麗郡建郡1300年記念事業として「サムルノリ in 高麗2016」を開催した。
- 坂戸市在住の文芸評論家、絓秀実とは、「サムルノリ in 高麗」開催をきっかけに交友関係を持っている。一時期、二人で地域文化活動「坂鶴文化フォーラム」を開催していた。「坂鶴文化フォーラム」には、藤縄の母校である川越高校の後輩にあたる盛田隆二や奥泉光の他、河上亮一、坂田明、西部邁、ねじめ正一、ギリヤーク尼ヶ崎、島田雅彦、室井佑月、保阪正康らがゲスト参加していた。なお河上亮一は、後に鶴ヶ島市の教育委員を務めた。
- 市長在任中よりミャンマーとの交流を深めていった。そのきっかけは、市内在住の篤志家、今泉清詞氏の長きにわたるミャンマー人留学生への支援活動(今泉記念ビルマ奨学会)であった。市長退任後は度々ミャンマーを訪問するとともに、ミャンマーの子どもたちへの支援活動を展開している。
- 2009年4月1日付の自身のブログのエントリにおいて、鶴ヶ島市が第三セクター「株式会社地域協働推進機構」に委託して進めている事業について疑義を呈する記事を、同年3月に配布した会報に掲載した鶴ヶ島市議会の会派「いずみ会」に対し、「3流の週刊誌と見まごう、ウソで塗り固められた、しかも無責任な表現に心底、怒りを覚えた」と批判し、いずみ会に所属する3人の鶴ヶ島市議会議員についても実名を挙げた上、「汚らしい人たち」「本当にあきれるほど無知」「恥知らず」と名指しで批判した[2]。藤縄市長の批判に対し、いずみ会は「ブログでの個人攻撃は議員活動を阻害する懸念がある」と反発した。